# Aziz Bouhaddouz
Pour les articles homonymes, voir Bouhaddouz.
Aziz Bouhaddouz, né le 30 mars 1987 à Berkane, est un footballeur international marocain. Il possède également la nationalité allemande.
Après de remarquables performances en club avec le SV Sandhausen, le joueur qui était sportivement allemand se fera très vite appelé par le sélectionneur du Maroc, Hervé Renard, avec lequel il jouera son premier match sous les couleurs des Lions de l'Atlas en août 2016 face à l'Albanie.

## Biographie

### Jeunesse
Bouhaddouz naît à Berkane de parents marocains originaires des montagnes du Rif qui ont choisi d'appeler leurs fils Aziz en référence à l'ancienne star du football marocain Aziz Bouderbala. À l'âge d'un an, il immigre avec sa mère à Dietzenbach, en Allemagne. Son père était à ce moment, décédé des suites d'une maladie grave. Ayant un seul grand frère, il passe sa jeunesse en Allemagne avant de voir sa mère décéder à l'âge de 13 ans. L'enfant orphelin sera alors placé dans une famille d'accueil qui inspireront le jeune joueur à une carrière footballistique à la suite de sa démotivation scolaire et ses mauvaises fréquentations. Le jeune joueur commencera alors sa carrière en 1996 dans un petit club de sa ville, le FC Dietzenbach. Âgé de 17 ans sans école et travail, il deviendra vendeur de journaux, dans les rues de sa ville jusqu'à son transfert en 2004 à l'âge de 20 ans dans le club du FSV Francfort, après être passé pendant une saison dans le club du SpVgg 03 Neu-Isenburg.

### En club

#### Débuts et carrière en Allemagne
Bouhaddouz commence sa carrière professionnelle en 2007 en deuxième division allemande avec son club formateur du FSV Francfort. Il passera deux saisons dans ce club avant d'être prêté pendant une mi-saison, en janvier 2017 dans le club du FC Erzgebirge Aue en troisième division allemande où il jouera très souvent dans l'équipe B. Dans la saison 2009-10 et 2010-11, Bouhaddouz trouve du temps de jeu en tant qu'attaquant dans l'équipe première du FSV Francfort où il jouera un nombre de 51 matchs en marquant 3 buts. Très souvent mis en concurrence avec les autres attaquants qui étaient à cette époque très nombreux dans l'effectif, Bouhaddouz sera souvent rétrogradé en équipe B du FSV Francfort.  
En 2011, Bouhaddouz trouve l'intérêt du club du SV Wehen Wiesbaden où il passera une saison très mitigée avant de signer dans un meilleur club qui était à l'époque le Viktoria Cologne. Il enchaîne les matchs et les buts et se révèle en tant que meilleur buteur de l'équipe (14 buts en 26 matchs). Cette bonne performance attirera l'intérêt de nombreux clubs dont le Bayer Leverkusen qui le fera signer pendant trois saisons. Avec une concurrence irréprochable en effectif première, le joueur jouera toute la saison 2013-14 en équipe B et fera preuve de beaucoup d'efficacité en finissant meilleur buteur de la quatrième division allemande en marquant 24 buts en 27 matchs. Dans la saison qui suit, une équipe de troisième division verra Bouhaddouz étant l'unique attaquant de pointe à recruter, notamment le SV Sandhausen où il passera deux saisons en tant que titulaire en pointe. Le joueur continuera à faire parler de lui avec un grand nombre de passes décisives et de buts en 59 matchs. 
Bouhaddouz finira par signer un contrat de trois ans au FC Sankt Pauli, un club de deuxième division allemande où il enchaînera les matchs de championnat en tant que titulaire principal en pointe de l'attaque. Il finira la saison 2016-2017 à la 7e place du classement de deuxième division et termine la saison avec 15 buts et 6 passes décisives. Il sera courtisé à la fin de 2017 par le club du SV Darmstadt 98 qui évolue également en deuxième division allemande. Aziz jouera la saison 2017-18 en tant que titulaire indiscutable. Une blessure à la fin de 2017 empêchera le joueur de retrouver le terrain pendant plusieurs mois. Il reviendra au début de 2018 et jouera l'entièreté de la fin de saison 2017-18 en marquant 4 buts en 32 matchs, ce qui est clairement très peu par rapport à la saison passée dans le même club (18 buts en 39 matchs).

#### Arabie saoudite
En 2018, après une Coupe du monde 2018 ratée, il quitte l'Allemagne pour s'engager trois ans dans le club saoudien du Al-Batin FC, mais le quittera en 2019 pour retourner en Allemagne.

### Retour en Allemagne
De retour en Allemagne, Bouhaddouz rejoindra son ancien club le SV Sandhausen jusqu'en 2021 où il rejoindra le MSV Duisbourg.

### En équipe nationale
Ayant grandi et étant formé en Allemagne, le joueur ne verra jamais le haut niveau de première division et n'attirera donc jamais les intérêts de la Fédération allemande de football. Aziz Bouhaddouz fait ses débuts avec l'équipe du Maroc le 31 août 2016, lors d'un match amical face à l'Albanie (score nul 0-0). Quelques jours plus tard, le 4 septembre, il inscrit son premier but en sélection contre l'équipe de Sao Tomé-et-Principe, dans le cadre des qualifications à la Coupe d'Afrique des nations 2017 (victoire 2-0). 
En janvier 2017, Hervé Renard l'inclut dans sa liste des 23 joueurs retenus pour prendre part à la Coupe d'Afrique des nations 2017. Il fait ses débuts dans cette Coupe d'Afrique des nations de football 2017 dans le 2e match contre le Togo en égalisant (victoire 3-1). Il mettra un terme avec ses coéquipiers à une équipe absente depuis 2004 des Coupes d'Afrique en atteignant les quarts de finale face à l'Égypte (défaite, 1-0). Le joueur continuera sa carrière internationale à la fin de la saison 2017-2018 en prenant part à plusieurs matchs amicaux ainsi qu'éliminatoires pour la Coupe du monde 2018 en Russie.
En juin 2018, il est le seul joueur de la deuxième division allemande à prendre part à la Coupe du monde 2018. Hervé Renard le sélectionne parmi les quatre attaquants de pointe (avec Boutaïb, El Kaabi et En-Nesyri) pour prendre part à la compétition. Le 15 juin, il entre pour la première fois de sa carrière en jeu dans un match de Coupe du monde en remplaçant son coéquipier Ayoub El Kaabi à la 77e minute. À la toute fin de match, sur coup franc adverse résultant d'une faute commise par Sofyan Amrabat, Aziz commet un but contre son camp à la 95e minute (une minute avant le coup de sifflet final),.
Après la coupe du monde 2018 en Russie, que ce soit sous Vahid Halilhodžić ou Walid Regragui, Bouhaddouz ne sera plus jamais recontacté pour rejouer en sélection.

## Palmarès

### En club
Avec le FSV Francfort
- Champion de la quatrième division allemande en 2007
- Champion de la troisième division allemande en 2008

### Distinction personnelle
- Meilleur buteur de la quatrième division allemande en 2014

## Statistiques

### En club
Le tableau ci-dessous récapitule les statistiques d'Aziz Bouhaddouz lors de sa carrière en club :
| Saison                | Club                  | Championnat           | Championnat | Championnat | Coupe(s) nationale(s) | Coupe(s) nationale(s) | Total | Total |
| Saison                | Club                  | Division              | M.          | B.          | M.                    | B.                    | M.    | B.    |
| 2006-2007             | FSV Francfort         | 4                     | 3           | 2           | -                     | -                     | 3     | 2     |
| 2007-2008             | FSV Francfort         | 3                     | 10          | 0           | -                     | -                     | 10    | 0     |
| 2008-2009             | FC Erzgebirge Aue     | 3                     | 9           | 1           | -                     | -                     | 9     | 1     |
| 2009-2010             | FSV Francfort         | 2                     | 17          | 0           | 1                     | 0                     | 18    | 0     |
| 2010-2011             | FSV Francfort         | 2                     | 19          | 1           | 1                     | 0                     | 20    | 1     |
| 2011-2012             | SV Wehen Wiesbaden    | 3                     | 27          | 4           | 1                     | 0                     | 28    | 4     |
| 2012-2013             | Viktoria Cologne      | 4                     | 26          | 14          | -                     | -                     | 26    | 14    |
| 2013-2014             | Bayer Leverkusen II   | 4                     | 27          | 24          | -                     | -                     | 27    | 24    |
| 2014-2015             | SV Sandhausen         | 2                     | 28          | 9           | 1                     | 0                     | 29    | 9     |
| 2015-2016             | SV Sandhausen         | 2                     | 28          | 9           | 2                     | 0                     | 30    | 9     |
| 2016-2017             | FC St. Pauli          | 2                     | 14          | 5           | 1                     | 0                     | 15    | 5     |
| Total sur la carrière | Total sur la carrière | Total sur la carrière | 208         | 69          | 7                     | 0                     | 215   | 69    |

### En sélection
Le tableau suivant liste les rencontres de l'équipe du Maroc dans lesquelles Aziz Bouhaddouz a été sélectionné depuis le 31 août 2016 jusqu'à présent.

### Vie privée
Aziz vit tout seul en Allemagne dans la ville de Hambourg. Sachant parler seulement l'allemand et le rifain, il se servira souvent des joueurs comme Nordin Amrabat ou encore Munir El Kajoui pour les traductions en équipe nationale.
Ayant évolué au Bayer Leverkusen entre 2013 et 2014, le joueur fera la connaissance d'Emre Can, joueur qui deviendra un grand ami à lui.

### Documentaires et interviews
- Interview au SV Sandhausen, interview de Marcel Pramschüfer en 2015
- Interview avec le Maroc, réalisé par la FRMF en 2016
- Koulouna Oussoud, Al Aoula, 2018